# .zm
.zm è il dominio di primo livello nazionale assegnato allo Zambia.
Originariamente gestito da ZAMNET, il dominio è stato successivamente trasferito alla Zambia Information and Communications Technology Authority (ZICTA).